# Parma Associazione Calcio 1995-1996
Questa voce raccoglie le informazioni riguardanti il Parma Associazione Calcio nelle competizioni ufficiali della stagione 1995-1996.

## Stagione

Il capitano parmense Zola, con la seconda divisa stagionale gialla, e quello juventino Vialli prima del fischio d'inizio della Supercoppa italiana 1995.

Nell'ultima stagione di Scala in panchina, il Parma arrivò sesto in campionato. L'annata si era aperta però con belle speranze, anche grazie all' acquisto dell' ex Pallone d'oro Hristo Stoičkov dal Barcellona. Il 19 novembre 1995, il portiere Buffon esordì in A all'età di 17 anni nel pareggio contro il Milan. Un altro futuro campione del mondo con l'Italia nel 2006 fece il suo esordio quella stagione con la maglia del Parma, ovvero Fabio Cannavaro, acquistato in quell'estate dal Napoli. l'operazione fu compiuta per sanare la situazione finanziaria del club partenopeo.. In Coppa Italia il cammino dei ducali si concluse già al secondo turno per mano del Palermo. In Coppa delle Coppe i ducali uscirono nei quarti di finale contro il Paris Saint-Germain.

## Divise e sponsor
| Casa | Trasferta | Terza divisa |

## Rosa

Il neoacquisto Fabio Cannavaro alle prese con il milanista Weah

| N. |                       | Ruolo | Calciatore        |
| -- | --------------------- | ----- | ----------------- |
| 1  | Italia (bandiera)     | P     | Luca Bucci        |
| 2  | Italia (bandiera)     | D     | Antonio Benarrivo |
| 3  | Italia (bandiera)     | D     | Alberto Di Chiara |
| 4  | Italia (bandiera)     | D     | Lorenzo Minotti   |
| 5  | Italia (bandiera)     | D     | Luigi Apolloni    |
| 6  | Portogallo (bandiera) | D     | Fernando Couto    |
| 7  | Argentina (bandiera)  | D     | Néstor Sensini    |
| 8  | Bulgaria (bandiera)   | A     | Hristo Stoičkov   |
| 9  | Italia (bandiera)     | C     | Massimo Crippa    |
| 10 | Italia (bandiera)     | A     | Gianfranco Zola   |
| 11 | Svezia (bandiera)     | C     | Tomas Brolin      |
| 12 | Italia (bandiera)     | P     | Gianluigi Buffon  |
| 13 | Italia (bandiera)     | C     | Tarcisio Catanese |
| 14 | Italia (bandiera)     | D     | Roberto Mussi     |
| 15 | Italia (bandiera)     | D     | Massimo Susic     |
| 16 | Italia (bandiera)     | A     | Filippo Inzaghi   |
| 17 | Italia (bandiera)     | D     | Fabio Cannavaro   |

| N. |                     | Ruolo | Calciatore          |
| -- | ------------------- | ----- | ------------------- |
| 18 | Colombia (bandiera) | A     | Faustino Asprilla   |
| 19 | Italia (bandiera)   | A     | Marco Ferrante      |
| 20 | Italia (bandiera)   | A     | Alessandro Melli    |
| 21 | Italia (bandiera)   | D     | Marcello Castellini |
| 22 | Italia (bandiera)   | P     | Giovanni Galli      |
| 23 | Italia (bandiera)   | C     | Massimo Brambilla   |
| 24 | Italia (bandiera)   | C     | Dino Baggio         |
| 25 | Italia (bandiera)   | C     | Gabriele Pin        |
| 26 | Italia (bandiera)   | P     | Alessandro Nista    |
| 27 | Italia (bandiera)   | D     | Ivan Franceschini   |
| 28 | Italia (bandiera)   | A     | Ferdinando Piro     |
| 29 | Italia (bandiera)   | C     | Giovanni Arioli     |
| 30 | Italia (bandiera)   | D     | Sandro Maccini      |
| 31 | Italia (bandiera)   | C     | Simone Barone       |
| 32 | Italia (bandiera)   | C     | Alfredo Cardinale   |
| 33 | Italia (bandiera)   | C     | Marco Libassi       |

## Calciomercato

### Sessione estiva
| Acquisti | Acquisti        | Acquisti   | Acquisti                               |
| R.       | Nome            | da         | Modalità                               |
| -------- | --------------- | ---------- | -------------------------------------- |
| A        | Hristo Stoičkov | Barcellona | definitivo (15 miliardi ₤)             |
| D        | Fabio Cannavaro | Napoli     | definitivo (10 miliardi ₤ + giocatori) |

| Cessioni | Cessioni | Cessioni | Cessioni |
| R.       | Nome     | da       | Modalità |
| -------- | -------- | -------- | -------- |

### Sessione invernale
| Acquisti | Acquisti | Acquisti | Acquisti |
| R.       | Nome     | da       | Modalità |
| -------- | -------- | -------- | -------- |

| Cessioni | Cessioni          | Cessioni      | Cessioni                   |
| R.       | Nome              | da            | Modalità                   |
| -------- | ----------------- | ------------- | -------------------------- |
| C        | Tomas Brolin      | Leeds Utd     | definitivo                 |
| C        | Marco Libassi     | Valdagno      | definitivo                 |
| A        | Faustino Asprilla | Newcastle Utd | definitivo (17 miliardi ₤) |
| A        | Marco Ferrante    | Salernitana   | comproprietà               |

## Risultati

### Serie A

#### Girone di andata
| Arbitro: | Braschi (Prato) |

|           |           |              |
| Vieri 90’ | Marcatori | 77’ Stoičkov |

| Arbitro: | Stafoggia (Pesaro) |

|                        |           |                    |
| Zola 48’ D. Baggio 52’ | Marcatori | 41’ Roberto Carlos |

| Arbitro: | Ceccarini (Livorno) |

|                                |           |  |
| Karembeu 22’, 75’ Bellucci 88’ | Marcatori |  |

| Arbitro: | Racalbuto (Gallarate) |

|                                      |           |  |
| Stoičkov 5’ Crippa 41’ Benarrivo 64’ | Marcatori |  |

| Arbitro: | Boggi (Agropoli) |

|                       |           |                            |
| N. Amoruso 50’ (rig.) | Marcatori | 15’, 37’ Stoičkov 77’ Zola |

| Arbitro: | Farina (Novi Ligure) |

|           |           |  |
| Melli 77’ | Marcatori |  |

| Arbitro: | Nicchi (Arezzo) |

|             |           |               |
| Fonseca 46’ | Marcatori | 75’ D. Baggio |

| Arbitro: | Bazzoli (Merano) |

|                              |           |                           |
| Zola 23’, 61’ F. Inzaghi 94’ | Marcatori | 53’ A. Carbone 82’ Caccia |

| Arbitro: | Trentalange (Torino) |

|  |           |                        |
|  | Marcatori | 43’ Cannavaro 74’ Zola |

| Parma 19 novembre 1995 10ª giornata | Parma           | 0 – 0 referto | Milan | Stadio Ennio Tardini\| Arbitro: \| Boggi (Salerno) \| |
| Arbitro:                            | Boggi (Salerno) |               |       |                                                       |

| Arbitro: | Braschi (Prato) |

|              |           |             |
| Asprilla 23’ | Marcatori | 53’ Ferrara |

| Arbitro: | Bazzoli (Merano) |

|           |           |                 |
| Pizzi 38’ | Marcatori | 52’ (rig.) Zola |

| Arbitro: | Trentalange (Torino) |

|                       |           |               |
| Asprilla 36’ Zola 47’ | Marcatori | 90’ Di Matteo |

| Arbitro: | Pairetto (Nichelino) |

|                   |           |           |
| Protti 45’ (rig.) | Marcatori | 87’ Melli |

| Arbitro: | Quartuccio (Torre Annunziata) |

|  |           |             |
|  | Marcatori | 56’ Murgita |

| Arbitro: | Cesari (Genova) |

|                         |           |                           |
| Dionigi 43’ Angloma 78’ | Marcatori | 27’ Sensini 67’ D. Baggio |

| Arbitro: | Stafoggia (Pesaro) |

|                                                     |           |  |
| Mussi 17’ A. Di Chiara 66’, 90’ Firicano 69’ (aut.) | Marcatori |  |

#### Girone di ritorno
| Arbitro: | Treossi (Forlì) |

|                   |           |  |
| Pin 37’ Melli 45’ | Marcatori |  |

| Arbitro: | Collina (Viareggio) |

|            |           |             |
| Branca 83’ | Marcatori | 5’ Stoičkov |

| Arbitro: | Beschin (Legnago) |

|                     |           |  |
| Lamonica 19’ (aut.) | Marcatori |  |

| Arbitro: | Messina (Bergamo) |

|                |           |  |
| L. Amoruso 25’ | Marcatori |  |

| Arbitro: | Borriello (Mantova) |

|                         |           |           |
| Melli 11’ Benarrivo 58’ | Marcatori | 89’ Kreek |

| Udine 25 febbraio 1996 23ª giornata | Udinese         | 0 – 0 referto | Parma | Stadio Friuli\| Arbitro: \| Braschi (Prato) \| |
| Arbitro:                            | Braschi (Prato) |               |       |                                                |

| Arbitro: | Bettin (Padova) |

|             |           |            |
| Sensini 45’ | Marcatori | 3’ Fonseca |

| Arbitro: | Treossi (Forlì) |

|                       |           |            |
| Caccia 2’, 45’ (rig.) | Marcatori | 71’ Arioli |

| Arbitro: | Rodomonti (Teramo) |

|                    |           |  |
| Mussi 56’ Zola 90’ | Marcatori |  |

| Arbitro: | Collina (Viareggio) |

|                                          |           |  |
| R. Baggio 43’ Donadoni 48’ Savicevic 72’ | Marcatori |  |

| Arbitro: | Stafoggia (Pesaro) |

|                  |           |  |
| Bucci 63’ (aut.) | Marcatori |  |

| Arbitro: | Racalbuto (Gallarate) |

|              |           |  |
| Apolloni 15’ | Marcatori |  |

| Arbitro: | Pairetto (Nichelino) |

|                         |           |          |
| Fuser 14’ Casiraghi 39’ | Marcatori | 80’ Zola |

| Arbitro: | Cesari (Genova) |

|                                      |           |                  |
| D. Baggio 8’ F. Inzaghi 26’ Piro 90’ | Marcatori | 12’ K. Andersson |

| Arbitro: | Boggi (Salerno) |

|  |           |               |
|  | Marcatori | 78’ Benarrivo |

| Arbitro: | De Santis (Tivoli) |

|          |           |  |
| Zola 36’ | Marcatori |  |

| Arbitro: | Farina (Novi Ligure) |

|                                        |           |  |
| Sensini 41’ (aut.) Oliveira 75’ (rig.) | Marcatori |  |

### Coppa Italia
| Arbitro: | Boggi (Salerno) |

|                             |           |  |
| Caterino 7’ Vasari 46’, 83’ | Marcatori |  |

### Coppa delle Coppe
| Arbitro: | Momirov |

|  |           |               |
|  | Marcatori | 82’, 85’ Zola |

| Arbitro: | Mitrovic |

|                      |           |  |
| Melli 8’ Inzaghi 90’ | Marcatori |  |

| Arbitro: | Heynemann |

|                                      |           |  |
| Gudmundsson 7’, 21’ R. Andersson 90’ | Marcatori |  |

| Arbitro: | Lambek |

|                                                               |           |  |
| Inzaghi 1’ Baggio D. 28’ Stoičkov 53’ T. Andersson 59’ (aut.) | Marcatori |  |

| Arbitro: | Puhl |

|              |           |  |
| Stoičkov 53’ | Marcatori |  |

| Arbitro: | Sundell |

|                                    |           |           |
| Raí 9’ (rig.), 69’ (rig.) Loko 38’ | Marcatori | 26’ Melli |

### Supercoppa italiana
| Arbitro: | Ceccarini (Livorno) |

|            |           |  |
| Vialli 33’ | Marcatori |  |

## Statistiche

### Statistiche di squadra
| Competizione        | Punti | In casa | In casa | In casa | In casa | In casa | In casa | In trasferta | In trasferta | In trasferta | In trasferta | In trasferta | In trasferta | Totale | Totale | Totale | Totale | Totale | Totale | DR  |
| Competizione        | Punti | G       | V       | N       | P       | Gf      | Gs      | G            | V            | N            | P            | Gf           | Gs           | G      | V      | N      | P      | Gf     | Gs     | DR  |
| ------------------- | ----- | ------- | ------- | ------- | ------- | ------- | ------- | ------------ | ------------ | ------------ | ------------ | ------------ | ------------ | ------ | ------ | ------ | ------ | ------ | ------ | --- |
| Serie A             | 58    | 17      | 13      | 3       | 1       | 29      | 9       | 17           | 3            | 7            | 7            | 15           | 22           | 34     | 16     | 10     | 8      | 44     | 31     | +13 |
| Coppa Italia        |       | -       | -       | -       | -       | -       | -       | 1            | 0            | 0            | 1            | 0            | 3            | 1      | 0      | 0      | 1      | 0      | 3      | -3  |
| Coppa delle Coppe   |       | 3       | 3       | 0       | 0       | 7       | 0       | 3            | 1            | 0            | 2            | 3            | 6            | 6      | 4      | 0      | 2      | 10     | 6      | +4  |
| Supercoppa Italiana |       | -       | -       | -       | -       | -       | -       | 1            | 0            | 0            | 1            | 0            | 1            | 1      | 0      | 0      | 1      | 0      | 1      | -1  |
| Totale              |       | 20      | 16      | 3       | 1       | 35      | 9       | 22           | 4            | 7            | 11           | 18           | 32           | 42     | 20     | 10     | 12     | 54     | 41     | +13 |

### Statistiche dei giocatori
| Giocatore         | Serie A  | Serie A | Serie A     | Serie A    | Coppa Italia | Coppa Italia | Coppa Italia | Coppa Italia | Coppa delle Coppe | Coppa delle Coppe | Coppa delle Coppe | Coppa delle Coppe | Supercoppa Italiana | Supercoppa Italiana | Supercoppa Italiana | Supercoppa Italiana | Totale   | Totale | Totale      | Totale     |
| Giocatore         | Presenze | Reti    | Ammonizioni | Espulsioni | Presenze     | Reti         | Ammonizioni  | Espulsioni   | Presenze          | Reti              | Ammonizioni       | Espulsioni        | Presenze            | Reti                | Ammonizioni         | Espulsioni          | Presenze | Reti   | Ammonizioni | Espulsioni |
| ----------------- | -------- | ------- | ----------- | ---------- | ------------ | ------------ | ------------ | ------------ | ----------------- | ----------------- | ----------------- | ----------------- | ------------------- | ------------------- | ------------------- | ------------------- | -------- | ------ | ----------- | ---------- |
| L. Apolloni       | 26       | 1       | ?           | ?          | -            | -            | -            | -            | 5                 | 0                 | ?                 | ?                 | -                   | -                   | -                   | -                   | 31       | 1      | 0+          | 0+         |
| G. Arioli         | 1        | 1       | ?           | ?          | -            | -            | -            | -            | -                 | -                 | -                 | -                 | -                   | -                   | -                   | -                   | 1        | 1      | 0+          | 0+         |
| F. Asprilla       | 6        | 2       | ?           | ?          | -            | -            | -            | -            | -                 | -                 | -                 | -                 | 1                   | 0                   | ?                   | ?                   | 7        | 2      | 0+          | 0+         |
| D. Baggio         | 28       | 4       | ?           | ?          | 1            | 0            | ?            | ?            | 4                 | 1                 | ?                 | ?                 | 1                   | 0                   | ?                   | ?                   | 34       | 5      | ?           | ?          |
| A. Benarrivo      | 27       | 3       | ?           | ?          | 1            | 0            | ?            | ?            | 6                 | 0                 | ?                 | ?                 | 1                   | 0                   | ?                   | ?                   | 35       | 3      | ?           | ?          |
| M. Brambilla      | 26       | 0       | ?           | ?          | 1            | 0            | ?            | ?            | 4                 | 0                 | ?                 | ?                 | 1                   | 0                   | ?                   | ?                   | 32       | 0      | ?           | ?          |
| T. Brolin         | 4        | 0       | ?           | ?          | 1            | 0            | ?            | ?            | 3                 | 0                 | ?                 | ?                 | -                   | -                   | -                   | -                   | 8        | 0      | 0+          | 0+         |
| L. Bucci          | 26       | -25     | ?           | ?          | 1            | -3           | ?            | ?            | 6                 | -6                | ?                 | ?                 | 1                   | -1                  | ?                   | ?                   | 34       | -35    | ?           | ?          |
| G. Buffon         | 9        | -6      | ?           | ?          | -            | -            | -            | -            | -                 | -                 | -                 | -                 | -                   | -                   | -                   | -                   | 9        | -6     | 0+          | 0+         |
| F. Cannavaro      | 29       | 1       | ?           | ?          | -            | -            | -            | -            | 6                 | 0                 | ?                 | ?                 | 1                   | 0                   | ?                   | ?                   | 36       | 1      | 0+          | 0+         |
| M. Castellini     | 9        | 0       | ?           | ?          | -            | -            | -            | -            | -                 | -                 | -                 | -                 | -                   | -                   | -                   | -                   | 9        | 0      | 0+          | 0+         |
| T. Catanese       | 5        | 0       | ?           | ?          | -            | -            | -            | -            | 1                 | 0                 | ?                 | ?                 | -                   | -                   | -                   | -                   | 6        | 0      | 0+          | 0+         |
| M. Crippa         | 31       | 1       | ?           | ?          | 1            | 0            | ?            | ?            | 5                 | 0                 | ?                 | ?                 | 1                   | 0                   | ?                   | ?                   | 38       | 1      | ?           | ?          |
| A. Di Chiara (II) | 22       | 2       | ?           | ?          | -            | -            | -            | -            | 5                 | 0                 | ?                 | ?                 | 1                   | 0                   | ?                   | ?                   | 28       | 2      | 0+          | 0+         |
| Fernando Couto    | 12       | 0       | ?           | ?          | -            | -            | -            | -            | 2                 | 0                 | ?                 | ?                 | 1                   | 0                   | ?                   | ?                   | 15       | 0      | 0+          | 0+         |
| F. Inzaghi (I)    | 15       | 2       | ?           | ?          | 1            | 0            | ?            | ?            | 6                 | 2                 | ?                 | ?                 | -                   | -                   | -                   | -                   | 22       | 4      | 0+          | 0+         |
| A. Melli (I)      | 24       | 4       | ?           | ?          | 1            | 0            | ?            | ?            | 4                 | 2                 | ?                 | ?                 | 1                   | 0                   | ?                   | ?                   | 30       | 6      | ?           | ?          |
| L. Minotti        | 18       | 0       | ?           | ?          | 1            | 0            | ?            | ?            | 1                 | 0                 | ?                 | ?                 | -                   | -                   | -                   | -                   | 20       | 0      | 0+          | 0+         |
| R. Mussi          | 32       | 2       | ?           | ?          | 1            | 0            | ?            | ?            | 5                 | 0                 | ?                 | ?                 | 1                   | 0                   | ?                   | ?                   | 39       | 2      | ?           | ?          |
| A. Nista          | 1        | 0       | ?           | ?          | -            | -            | -            | -            | -                 | -                 | -                 | -                 | -                   | -                   | -                   | -                   | 1        | 0      | 0+          | 0+         |
| G. Pin            | 20       | 1       | ?           | ?          | -            | -            | -            | -            | 4                 | 0                 | ?                 | ?                 | -                   | -                   | -                   | -                   | 24       | 1      | 0+          | 0+         |
| F. Piro           | 6        | 1       | ?           | ?          | -            | -            | -            | -            | -                 | -                 | -                 | -                 | -                   | -                   | -                   | -                   | 6        | 1      | 0+          | 0+         |
| N. Sensini        | 31       | 2       | ?           | ?          | 1            | 0            | ?            | ?            | 6                 | 0                 | ?                 | ?                 | 1                   | 0                   | ?                   | ?                   | 39       | 2      | ?           | ?          |
| H. Stoičkov       | 23       | 5       | ?           | ?          | 1            | 0            | ?            | ?            | 5                 | 2                 | ?                 | ?                 | 1                   | 0                   | ?                   | ?                   | 30       | 7      | ?           | ?          |
| G. Zola           | 29       | 10      | ?           | ?          | 1            | 0            | ?            | ?            | 5                 | 2                 | ?                 | ?                 | 1                   | 0                   | ?                   | ?                   | 36       | 12     | ?           | ?          |